# كيكو ساإيتو
كيكو ساإيتو (斉藤 圭子)، هي لاعبة كرة قدم كانت تلعب كحارس مرمى. ولعبت مع منتخب اليابان لكرة القدم للسيدات.